# アンティオキア級駆逐艦
アンティオキア級駆逐艦（スペイン語: Destructores Clase Antioquia）はコロンビア海軍の駆逐艦の艦級である。

## 概要
本級は、コロンビア海軍がペルーとの対抗へと自国の沿岸防備のために、ポルトガルに援助を求めて入手したもので、元はポルトガル発注のヴォウガ級駆逐艦の「ドウロ（Douro）」、「テージュ（Tejo）」であった。1934年2月24日にアンティオキア（元テージュ）が、同年5月16日にカルダス（元ドウロ）が就役し、1960年代まで現役であった。

## 艦形
船体形状は船首楼型船体とした。甲板のシアは少なく、船首前端も傾斜の少ない形状となっている。船首楼甲板の後端に艦橋と前部マストを配置。その後方の甲板下は3基の主缶を収めた缶室区画で、1番煙突に主缶2基分、2番煙突に1基分の煙路が導設された。煙突後方に53.3cm四連装魚雷発射管2基が配置された。主砲は前後甲板上に2基ずつ背負い式で配置された。
1940年代にエリコン 2cm（76口径）機関砲を単装砲架で2基が追加された。1950年代に近代化改装を受け、全武装を撤去して主砲を12.7cm単装砲2基2門、近接火器としてボフォース 4cm（56口径）機関砲を単装砲架で6基搭載、対潜兵装として17.8cm24連装ヘッジホッグ1基が搭載された。

## 同型艦
- アンティオキア（Antioquia）
- カルダス（Caldas）

## 参考図書
- 「Conway All The World's Fightingships 1922-1946」（Conway）